# Bolboceratidae
Bolboceratidae är en familj av skalbaggar som beskrevs av Étienne Mulsant 1842. Enligt Catalogue of Life ingår Bolboceratidae i överfamiljen Scarabaeoidea, ordningen skalbaggar, klassen egentliga insekter, fylumet leddjur och riket djur, men enligt Dyntaxa är tillhörigheten istället ordningen skalbaggar, klassen egentliga insekter, fylumet leddjur och riket djur. Enligt Catalogue of Life omfattar familjen Bolboceratidae 574 arter. 

## Bildgalleri

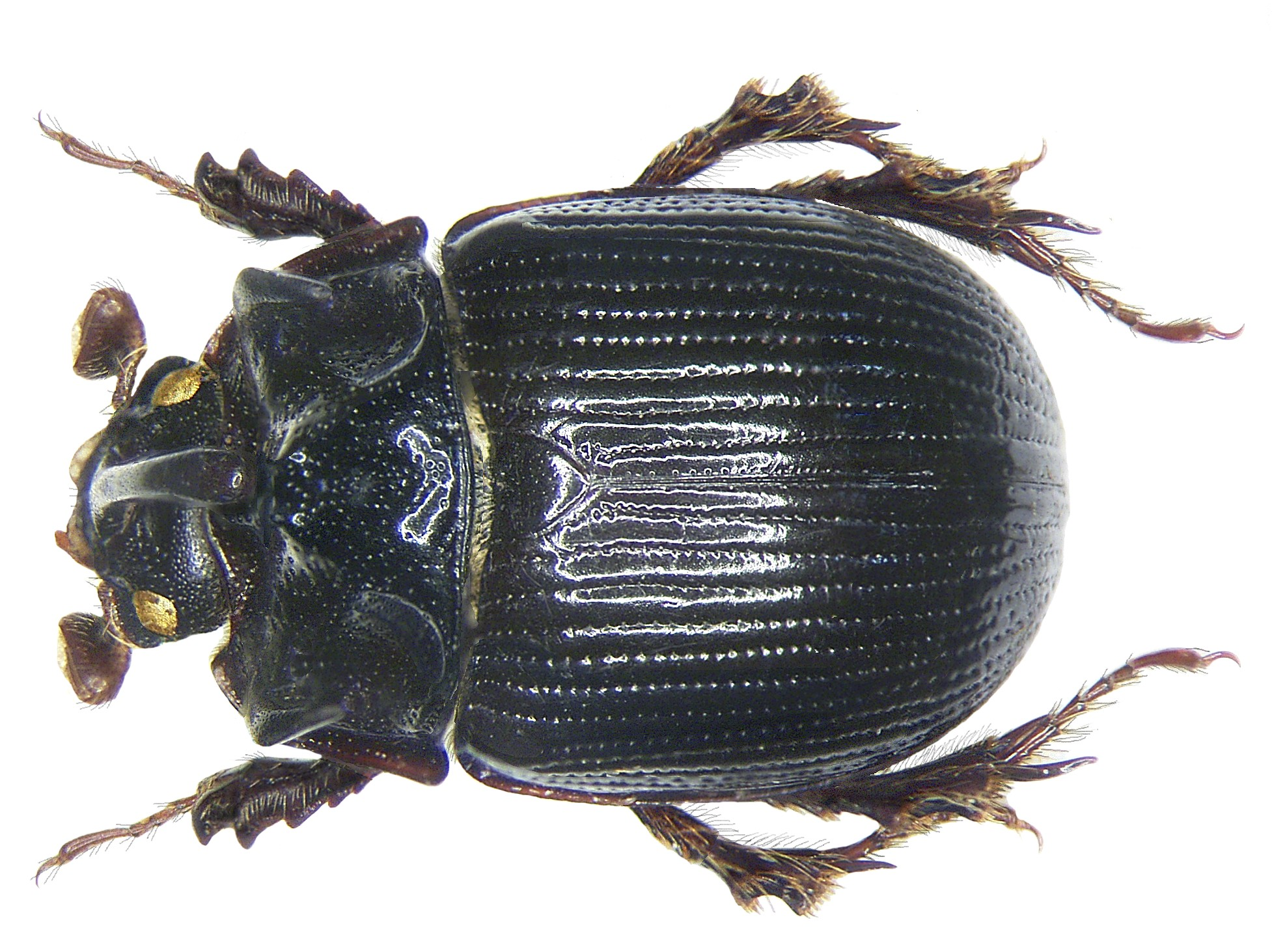
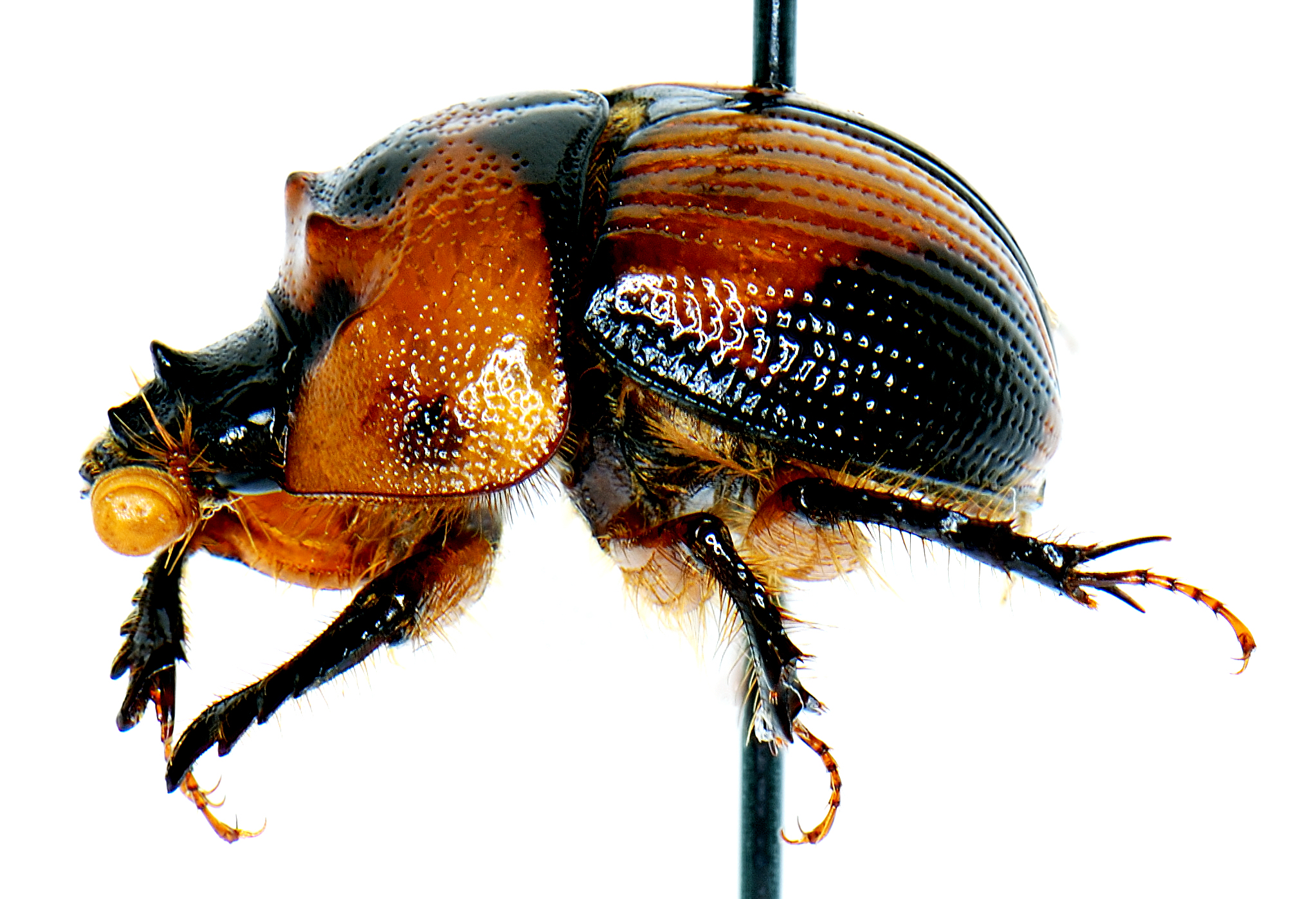

## Dottertaxa till Bolboceratidae, i alfabetisk ordning[1][2]
- Athyreus
- Australobolbus
- Blabkbolbus
- Blackbolbus
- Blackburnium
- Bolbaffer
- Bolbaffroides
- Bolbelasmus
- Bolbobaineus
- Bolbocaffer
- Bolboceras
- Bolbocerastes
- Bolboceratex
- Bolboceratops
- Bolbocerodema
- Bolboceroides
- Bolbocerosoma
- Bolbochromus
- Bolbogonium
- Bolbohamatum
- Bolboleaus
- Bolborhachium
- Bolborhinum
- Bolborhombus
- Bolbothyreus
- Bolbotrypes
- Bradycinetulus
- Cretobolbus
- Elephastomus
- Eubolbitus
- Eucanthus
- Frickius
- Gilletinus
- Halffterobolbus
- Meridiobolbus
- Mesoathyreus
- Mimobolbus
- Namibiobolbus
- Namibiotrupes
- Neoathyreus
- Odonteus
- Parabolbapium
- Parathyreus
- Pereirabolbus
- Prototrupes
- Pseudoathyreus
- Socotrabolbus
- Somalobolbus
- Stenaspidius
- Taurocerastes
- Zefevazia